# Kostel Nanebevzetí Panny Marie (Rapotín)
Kostel Nanebevzetí Panny Marie v Rapotíně je novogotickou stavbou z roku 1874, stojící na místě zbouraného pozdně gotického kostela sv. Jakuba Většího z počátku 16. století. Kostel byl v roce 2006 zapsán na seznam kulturních památek spolu s dalšími drobnými sakrálními památkami v okolí.

## Historie

### Kostel sv. Jakuba Většího
Kdy byla v Rapotíně založena fara a byl postaven kostel, není známo. Na listině z roku 1351 není uveden v seznamu farností šumperského děkanství. První zmínka pochází z roku 1454 a vztahuje se k nástupu nového kněze na zdejší faru. V té době tu již stál nepochybně kostel, patrně dřevěný, postavený před rokem 1400.
Kamenný chrám sv. Jakuba Většího nechal postavit Petr ze Žerotína počátkem 16. století. V literatuře se zpravidla uvádí, že kostel vznikl v roce 1524. Tento letopočet se nacházel na kamenném ostění hlavního vstupu do kostela. Do věže byly zavěšeny dva zvony, podle datace zřejmě pocházely z původního kostela. Na jednom byl uveden letopočet 1496, druhý byl ještě starší.
Kostel měl rozměr 25,5m x 9,5m, obvodové zdi vyztužovalo deset mohutných opěráků. Vysoká střecha pokrytá šindelem spočívala přímo na trámovém roštu položeném na obvodní zdi bez korunní římsy. Na střeše byla posazena osmiboká věž s jehlanovým zakončením a malý sanktusník.

#### Sesterské kostely
Rapotínský kostel byl velmi podobný dnes již neexistujícímu kostelu sv. Máří Magdalény v sousední obci Petrovice (dnešní Petrov nad Desnou). Obě stavby, pocházející ze stejného období, byly ode sebe vzdáleny asi dvě stě metrů, odděleny řekou Desnou. Podobnost a blízkost kostelů daly podnět ke vzniku pověsti o dvou vznešených sestrách, dvojčatech, které rozdělila láska ke stejnému muži. Aby se nemusely vidět ani při bohoslužbě, nechaly si postavit každá svůj kostel. Teprve při dokončení zjistily, že jsou stavby téměř totožné. Petrovský kostel vyhořel roku 1904, zbytky zdí byly zbourány v roce 1911.
Kolem obou chrámů byly hřbitovy, v Petrově byl obehnán kamennou zdí. Hřbitov v Rapotíně byl zrušen v souvislosti s výstavbou nového kostela.

### Kostel Nanebevzetí Panny Marie

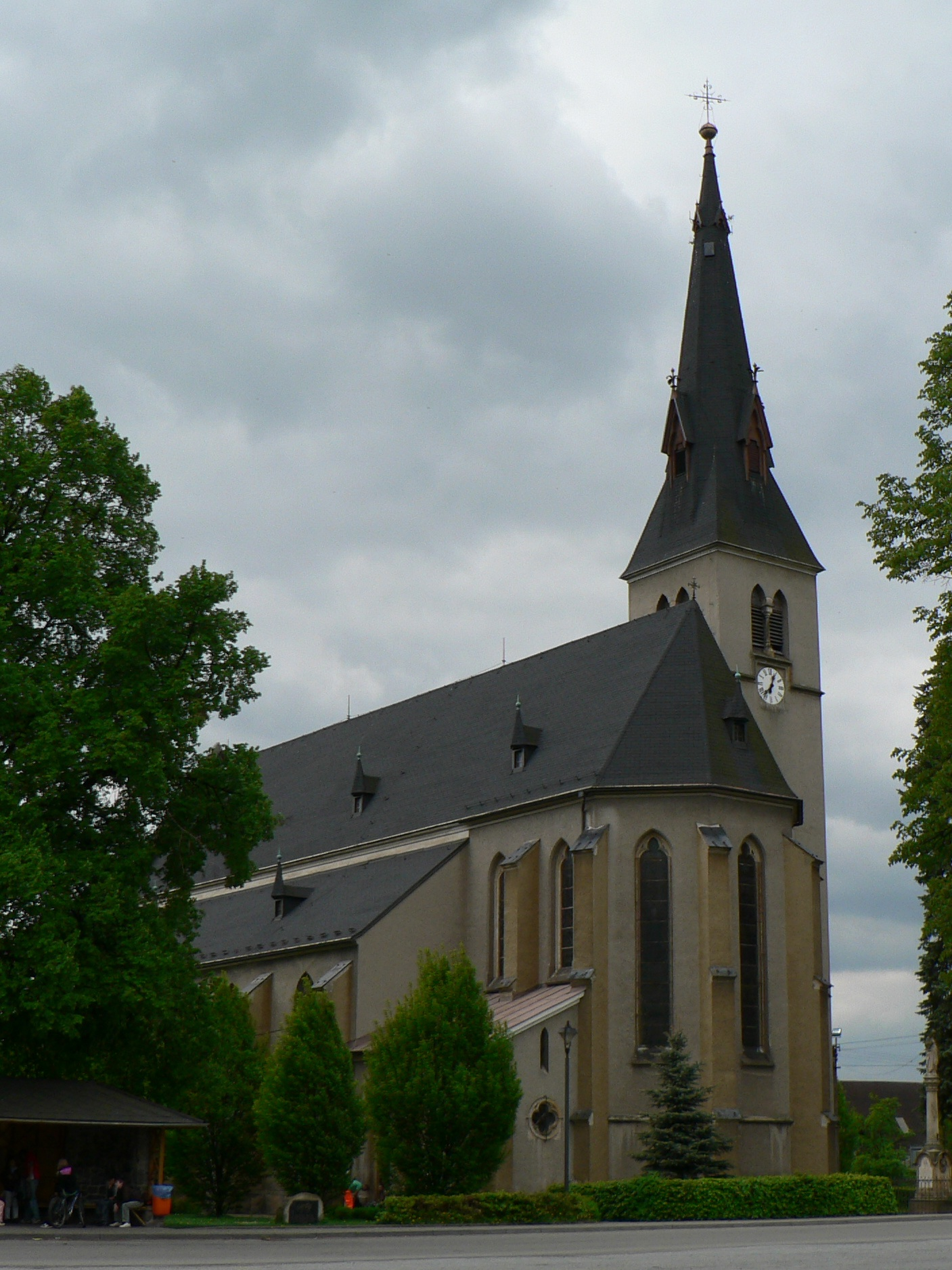
Kostel Nanebevzetí Panny Marie v Rapotíně

Počátkem 19. století rapotínský kostel sv. Jakuba Většího již nepostačoval z kapacitních důvodů potřebám dynamicky se rozvíjející farnosti. V roce 1867 byla zahájena demolice kostela. Plán na nový pseudogotický kostel Nanebevzetí Panny Marie vytvořil inženýr Eduard rytíř z Ettmayeru. Stavbu realizoval šumperský stavitel Josef Bayer. Kostel byl navržen jako trojlodní bazilika s kapacitou až 2000 lidí. Jeho kněžiště směřuje na sever, což bylo dáno velikostí stavebního místa. Slavnostní otevření se konalo 26. června 1874.
Dva nové zvony odlil Johann Hilzer z Vídeňského Nového Města. Původní zvony z 15. století se nezachovaly. Varhany postavila firma Franz Rieger a synové z Krnova. Nástroj byl zhotoven pro světovou výstavu ve Vídni r. 1873, ale následujícího roku byly instalovány v Rapotíně. V roce 1883 byly na věži instalovány hodiny.
V době 1. světové války byly pro válečné účely zrekvírovány dva zvony. Ve dvacátých letech byly nahrazeny novými, které však byly zabaveny a roztaveny v roce 1942. Nové zvony byly na věž zavěšeny až v roce 1975 – zvon Nejsvětějšího srdce Páně o hmotnosti 300 kg a Panny Marie, který váží 490 kg. Odlity byly ve zvonařské dílně rodiny Dytrychovy v Brodku u Přerova.
V roce 1929 byla osazena okna s vitrážemi, které zhotovila umělecká dílna Říha z Brna. V roce 1930 byly opraveny varhany, které dostaly nové registry a zároveň byly přestavěny na elektrický pohon.
Kostel v roce 1997 poničila povodeň, opraven byl v roce 2000.

## Popis

### Exteriér
Kostel je samostatně stojící trojlodní stavbou bazilikálního typu s arkádovým otevřeným prostorem u vstupu a s polygonálně ukončeným presbytářem. Loď obepínají dvakrát odstupňované a presbytář třikrát odstupňované opěráky. Na východní straně kněžiště je přízemní sakristie, na protější, západní straně čtyřboká věž vysoká 50 m. Střecha lodi je sedlová, nad presbytářem zvalbená, krytá živičnou krytinou, která nahradila původní břidlici. Věž je zakončena vysokým jehlanem s makovicí a křížem, po stranách má čtyři vikýře. Fasády jsou hladké, s kameninovou omítkou a pískovcovými detaily. Okna s vitrážemi jsou zakončena lomenými oblouky s kružbami ve tvaru zjednodušeného trojlistu.
V areálu kostela se nacházejí drobné památkově chráněné objekty:
- Vpravo vedle vstupu na vnější zdi kostela je osazena mramorová stěna se třemi měděnými pamětními deskami se jmény obětí 1. světové války z Rapotína, Vikýřovic, Petrova nad Desnou a Terezína. Autorem návrhu byl vídeňský architekt Adolf Paar, který se později usadil v Šumperku. Slavnostní svěcení památníku se konalo v roce 1931.
- V otevřené arkádě kostela se vedle hlavního vchodu nacházejí na kamenných podstavcích polychromované kamenné sochy sv. Cyrila a sv. Metoděje.
- Před vstupem stojí kříž z leštěné žuly s bronzovým korpusem Krista, postavený v roce 1896 jako upomínka na svatou misii.
- V železné ozdobné ohrádce za závěrem kostela je na podstavci osazen pískovcový sloup, na kterém stojí socha Nejsvětějšího srdce Panny Marie. Na čelní straně podstavce je basreliéf Krista s trnovou korunou. Památka pochází z roku 1876.

V parčíku na východní straně kostela je umístěn zčásti opracovaný lomový kámen s černou mramorovou deskou s nápisem připomínajícím sedm nevinných obětí čarodějnických procesů z Rapotína, které byly popraveny v letech 1682-1686.

### Interiér
Interiér s plochým trámových stropem je nesen pískovcovými sloupy a lomenými oblouky na příporách, hlavice sloupů zdobí rostlinný dekor. V presbytáři je křížová klenba. V lodi jsou podél zdi dřevěné empory s kazetovým zábradlím, nad vstupem do hlavní lodi stojí na kruchtě varhany. Jednotně řešený novogotický mobiliář s hlavním a dvěma bočními oltáři, kazatelnou, lavicemi a dvěma zpovědnicemi. Na hlavním oltáři je obraz Nanebevzetí Panny Marie, kopie podle slavné Tizianovy malby. Po stranách stojí sochy sv. Petra a sv. Pavla. Obrazy na hlavním a bočních oltářích maloval Josef Buday z Vídně. Obrazy křížové cesty vytvořil v roce 1874 F. A. Seidl z Vídně.
Zajímavou památkou je raně barokní, 120 cm vysoká, křtitelnice z roku 1681 vyrobená z místní horniny krupníku. Původně se nacházela v petrovském kostele sv. Máří Magdalény a po jeho požáru v r. 1904 byla přemístěna na zahradu rapotínské fary, kde mnoho let sloužila jako květináč. Po roce 1990 byla umístěna v interiéru kostela.